# Pieter de Bitter

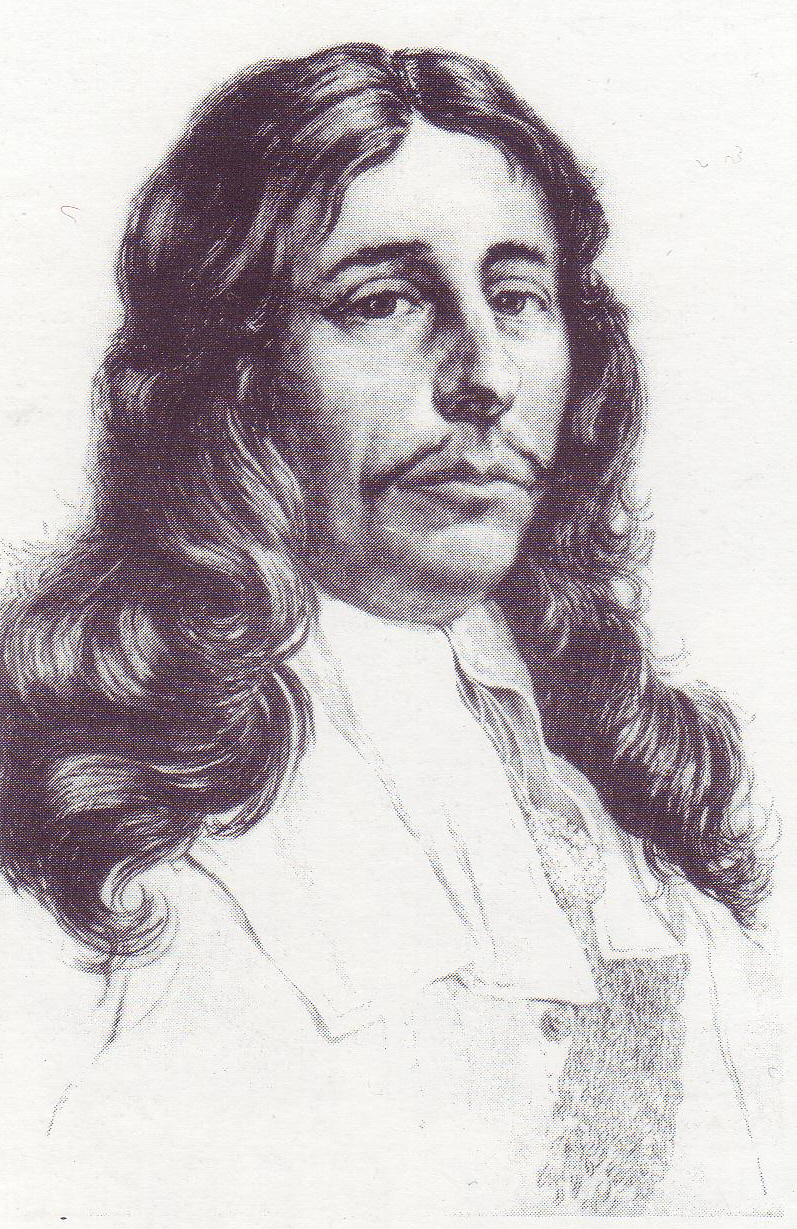
Pieter de Bitter; Porträt von J. W. Bloem

Pieter de Bitter (* um 1620; † 15. Juni 1666) war ein niederländischer Seeoffizier der Niederländischen Ostindien-Kompanie (VOC). Bekannt wurde er durch seinen Sieg in der Schlacht in der Bucht von Bergen am 12. August 1665.

## Leben
Über die frühen Jahre des Lebens Pieter de Bitters ist nichts überliefert. Er wird erstmals während des Englisch-Niederländischen Krieg (1652–1654) im Jahre 1653 als Kapitän der Mercurius (40 Kanonen), eines Schiffes der VOC, erwähnt. In der Schlacht bei Scheveningen (10. August 1653) zeichnete er sich durch die Ausschaltung eines englischen Flaggschiffs aus.
Zwei Jahre später, während des Niederländisch-Portugiesischen Krieges (1624–1661) gehörte De Bitter, offenbar in der Zwischenzeit nach Niederländisch-Indien abgereist, zu einer niederländischen Expedition gegen die portugiesische Kolonie Ceylon. Im Juli 1656 kehrte er nach Batavia zurück und wurde dort zum Vize-Kommandeur eines Flottenverbandes ernannt, welcher die Aufgabe erhielt, die portugiesischen Häfen an der Malabarküste zu blockieren. Von dort kehrte er zwar im Frühjahr 1657 zurück, doch schon im August diente er erneut in dem niederländischen Geschwader, welches das portugiesische Goa blockierte. Dabei brachte er das mit wertvollen Gewürzen beladene Schiff Santa Crux auf. Da er sich selbst an der Beute bereicherte, wurde er später leicht bestraft. Als Kapitän der Salamander beteiligte sich De Bitter am 21. Juni 1658 an der Einnahme von Jaffnapatnam. Im Sommer 1659 gehörte sein Schiff, diesmal die Tholen, erneut zu einem Blockadeverband vor Goa. Dabei erbeutete De Bitter die englische Constantinople Merchant, welche verdächtigt wurde, Konterbande zu transportieren. Zum Ende des Krieges gegen Portugal hin stieg De Bitter in die höheren Ränge innerhalb der VOC auf. Im April 1661 berief man ihn zum Inspekteur der Schiffe und Meister der Ordonnanz von Batavia. Am 22. Juli kommandierte er selbst ein Blockadegeschwader vor Goa. Zwei Jahre später nahm er an der Eroberung Kochis teil und fungierte in der Folge kurzzeitig als dessen Gouverneur. Im Mai 1664 kehrte er nach Batavia zurück und reiste im Juni in einer diplomatischen Mission zu Narai, dem König von Siam. Er erreichte eine Verlängerung der siamesisch-niederländischen Verträge (22. August) und kehrte anschließend im November nach Batavia zurück. 
Im Dezember desselben Jahres wurde De Bitter mit dem Kommando über die Konvoi zurück nach Europa betraut. Da sich bereits der baldige Ausbruch des Englisch-Niederländischen Krieges (1665–1667) andeutete, wurde er als erfahrener Offizier ausgesucht, die kostbare Fracht unbeschadet zurück in Vereinigten Niederlande zu bringen. Schon auf dem Weg erreichten ihn Nachrichten vom Ausbruch des Krieges und von der niederländischen Niederlage in der Schlacht von Lowestoft (13. Juni 1665). Neue Befehle erklärten ihm daraufhin, dass er zunächst im neutralen dänischen Hafen von Bergen auf eine Eskorte aus den Niederlanden warten sollte. Dort wurde der Konvoi am 12. August 1665 von einem englischen Flottenverband unter Rear-Admiral Sir Thomas Teddeman (1620–1668) überfallen. In der folgenden „Schlacht in der Bucht von Bergen“ wehrte De Bitter diesen Angriff erfolgreich ab. Nachdem später eine niederländische Eskortflotte unter Vizeadmiral Michiel de Ruyter (1607–1676) den VOC-Konvoi in die Niederlande geleitet hatte, erhielt De Bitter zahlreiche Ehrungen durch die Generalstaaten. Das Direktorium der VOC überreichte ihm außerdem zwei goldene Ehrenketten und ernannte ihn am 6. März 1666 zum Kommandeur der nächsten Flotte nach Batavia, wo auch Frau und Kinder De Bitters lebten. De Bitter verließ Europa am 15. April und verstarb noch während der Reise am 15. Juni 1666 an Bord seines Flaggschiffes Hollandsche Tuyn (vor der westafrikanischen Küste) an Skorbut.